# Cepheus granulosus
Cepheus granulosus är en kvalsterart som beskrevs av Mihelcic 1958. Cepheus granulosus ingår i släktet Cepheus och familjen Cepheidae. Inga underarter finns listade i Catalogue of Life.